# Valongo do Vouga
Valongo do Vouga ist eine Gemeinde (freguesias) des portugiesischen Kreises Águeda. In Valongo do Vouga leben 4637 Einwohner (Stand 19. April 2021) auf einer Fläche von 43,2 km².

## Geschichte
Der Name „Valongo do Vouga“ kommt von dem Lateinischen „Vallum Longum“, was auf Deutsch so viel wie „langes Tal“ bedeutet.